# Българан е галант (1998)
„Българан е галант“ е български игрален филм от 1998 година на режисьора Юлиан Минков, по сценарий на Юлиан Минков и Деян Статулов.

## Актьорски състав
- Тодор Николов – Българан
- Таня Пенева – Младата дама